# The Construkction of Light
The Construkction of Light (stilizirano the construKction of light) dvanaesti je studijski album britanskog sastava progresivnog rocka King Crimson. Diskografska kuća Virgin Records objavila ga je 8. svibnja 2000. u Europi i 23. svibnja 2000. u Sjevernoj Americi.

## Snimanje i objava
Do objave The Construkction of Lighta dugogodišnji su članovi Bill Bruford, koji je prvi put nastupio sa skupinom na njezinu albumu Larks' Tongues in Aspic iz 1973., i basist Tony Levin, koji joj se pridružio 1981. godine, napustili King Crimson. Njihovim odlaskom završilo je doba sastava kao "dvostrukog trija" i ponovo je postao kvartet, a činili su ga Robert Fripp, Adrian Belew, Trey Gunn i Pat Mastelotto. Fripp je postao posljednji preostali član skupine koji je svirao u njoj prije 1981., ali i jedini Britanac u njoj.
Uradak je u glazbenom smislu nalik radovima sastava iz 80-ih godina 20. stoljeća; Mastelotto uglavnom svira elektroničke bubnjeve, a Belew, Gunn i Fripp često sviraju sofisticirane dionice koje se nadopunjuju, s tim da se Belew i Fripp uglavnom koriste distorziranim zvukom gitara. Međutim, obično se te dionice nadopunjuju sporije nego u osamdesetima; Belew i Fripp izmjenjuju notu po notu služeći se tehnikom pod imenom hoquetus. Zbog toga se glazba djelomično razlikuje od utjecaja gamelana tijekom 80-ih.
Uradak aludira i na prethodna razdoblja grupe. "Larks' Tongues in Aspic – Part IV" nastavak je instrumentalne suite čiji su se prethodni dijelovi pojavili na nekim od prijašnjih uradaka, a uglavnom se služi glazbenim motivima iz drugog dijela. "FraKctured" je trebala biti peti nastavak suite "Larks", ali su članovi zaključili da je sličnija pjesmi "Fracture", posljednjoj skladbi s albuma Starless and Bible Black iz 1974., zbog čega joj je ime i promijenjeno.
Fripp nije zadovoljan albumom; izjavio je da "ne prikazuje moć glazbe, i to više od bilo kojeg drugog studijskog albuma [King Crimsona]". Dodao je da su ga sputali uvjeti u kojima je nastao: nijedna pjesma nije odsvirana uživo prije nego što je snimljena, Mastelotto se nije koristio svojim uobičajenim hibridom akustičnih i elektroničkih bubnjeva, a Fripp se više usredotočio na skladanje i sviranje nego na snimanje i produkciju. Discipline Global Mobile razmišljao je o tome da "ponovno oblikuje" uradak tako da u njega uvrsti koncertne izvedbe pjesama umjesto da to bude obično ponovno izdanje. Godine 2019. objavljen je The ReconstruKction of Light, značajnije prerađena inačica albuma. Razlog za preradu uratka jest taj što su dijelovi izvornih snimki izgubljeni. Pat Mastelotto ponovno je snimio bubnjarske dionice za svaku pjesmu. Remiksana inačica pjesme "FraKctured" objavljena je u serijalu KC50, a služila je kao ogledni primjerak cijelog uratka. Komentare Davida Singletona prati remiksana varijanta pjesme "The World's My Oyster Soup Kitchen Floor Wax Museum".

## Popis pjesama
Tekstovi: Adrian Belew, glazba: Belew, Robert Fripp, Trey Gunn i Pat Mastelotto.
| 1.    | »ProzaKc Blues«                                       | 5:29 |
| 2.    | »The ConstruKction of Light«                          | 5:49 |
| 3.    | »The ConstruKction of Light«                          | 2:50 |
| 4.    | »Into the Frying Pan«                                 | 6:54 |
| 5.    | »FraKctured«                                          | 9:06 |
| 6.    | »The World's My Oyster Soup Kitchen Floor Wax Museum« | 6:22 |
| 7.    | »Larks' Tongues in Aspic – Part IV«                   | 3:41 |
| 8.    | »Larks' Tongues in Aspic – Part IV«                   | 2:50 |
| 9.    | »Larks' Tongues in Aspic – Part IV«                   | 2:36 |
| 10.   | »I Have a Dream« (coda)                               | 4:51 |
| 11.   | »Heaven and Earth« (kao ProjeKct X)                   | 7:46 |
| 58:16 |                                                       |      |

| Inačica albuma na iTunesu | Inačica albuma na iTunesu | Inačica albuma na iTunesu | Inačica albuma na iTunesu | Inačica albuma na iTunesu | Inačica albuma na iTunesu | Inačica albuma na iTunesu | Inačica albuma na iTunesu | Inačica albuma na iTunesu | Inačica albuma na iTunesu |
| Br.                       | Skladba | Trajanje                  |                           |                           |                           |                           |                           |                           |                           |
| ------------------------- | --- | ------------------------- | ------------------------- | ------------------------- | ------------------------- | ------------------------- | ------------------------- | ------------------------- | ------------------------- |
| 1.                        | »ProzaKc Blues« | 5:28                      |                           |                           |                           |                           |                           |                           |                           |
| 2.                        | »The ConstruKction of Light« | 8:40                      |                           |                           |                           |                           |                           |                           |                           |
| 3.                        | »Into the Frying Pan« | 6:54                      |                           |                           |                           |                           |                           |                           |                           |
| 4.                        | »FraKctured« | 9:06                      |                           |                           |                           |                           |                           |                           |                           |
| 5.                        | »The World's My Oyster Soup Kitchen Floor Wax Museum« | 6:24                      |                           |                           |                           |                           |                           |                           |                           |
| 6.                        | »Larks' Tongues in Aspic - Part IV« | 13:03                     |                           |                           |                           |                           |                           |                           |                           |
| 7.                        | »Heaven and Earth« | 7:46                      |                           |                           |                           |                           |                           |                           |                           |
| 8.                        | »Mastelotticus SS Blasticus« (improvizirana skladba izvedena 24. lipnja 2003. u Centrale del Tennisu u Rimu) (skraćena inačica; cjelovita se nalazi na uratku Eyes Wide Open) | 10:38                     |                           |                           |                           |                           |                           |                           |                           |
| 9.                        | »The ConstruKction of Light« (uživo) (preuzeto s EP-a Level Five) | 8:24                      |                           |                           |                           |                           |                           |                           |                           |
| 76:23                     | |                           |                           |                           |                           |                           |                           |                           |                           |

## Recenzije
Jason Nickey, recenzent s web-stranice AllMusic, uratku je dodijelio dvije zvjezdice od njih pet i izjavio: "[King Crimson] pao je na nos na The ConstruKction of Lightu [...] Budući da nema bijega od težine fantastične povijesti [tog sastava], taj teret jednostavno gazi trenutke na ConstruKctionu koji najviše obećavaju. Ono što ConstruKction čini takvim razočaranjem jest to što se ProjeKct fragmentirane skupine u početku činio 'progresivnim', ali je u izvedbi postao album koji umjesto toga gleda unatrag."
Dan Moos na stranici Popmatters uratku je dao osam od deset bodova i izjavio je: "Na posljednjem CD-u King Crimsona, kao što je slučaj sa zbirkama pjesama na većini albuma King Crimsona iz 80-ih, Fripp, Belew i ostali izradili su zbirku pjesama koje streme k majstorskoj i čvrstoj zvukovnoj buci. U toj mješavini nalazi se i divna doza Belewova humora i razigranosti. [...] Neke pjesme prikazuju izvanredne tehničke sposobnosti Roberta Frippa; ostale pjesme, kao što je "Into the Frying Pan", miješaju melodije Adriana Belewa s neprobojnim zidom gitara tipičnih za Crimson iz 80-ih; na drugim pak skladbama, među kojima je prethodno spomenuta "ProzaKc Blues", miješaju se kovitlajući slojevi gitarskih dionica koji podsjećaju na Discipline. Na ConstruKction of Lightu nedostaju tupi udarci koje je Levin stvarao na svojemu štapu i Brufordovo udaranje po bubnjevima, ali bez njih CD je prozračniji i ni na koji način ne pogoršava produkciju."

## Zasluge
| King Crimson - Robert Fripp – gitara - Adrian Belew – gitara, vokali - Trey Gunn – bas-gitara Ashbory, Warrova gitara, dizajn, fotografija - Pat Mastelotto – bubnjevi, udaraljke | Ostalo osoblje - Ken Latchney – snimanje, miksanje - Bill Munyon – dodatno snimanje, miksanje - Glenn Meadows – masteriranje - Ioannis – umjetnički direktor, digitalne ilustracije - Alan Chappell – dizajn |